# Mistrzostwa Polski w Łyżwiarstwie Figurowym 2012
Mistrzostwa Polski w łyżwiarstwie figurowym na sezon 2011/2012 rozgrywane były w kilku odsłonach, oddzielnie dla poszczególnych kategorii wiekowych, a niekiedy również konkurencji.
1. Seniorzy rywalizowali w ramach Mistrzostw Trzech Narodów, organizowanych w czeskiej Ostrawie, w dniach 16–17 grudnia 2011 roku[1].
2. Juniorzy i Młodziki (kategorie starsze) walczyli w okresie 26–29 stycznia 2012, w Cieszynie[2].
3. Młodzieżowcy i Novice startowali 23 marca 2012 w Krakowie[3].
4. Młodziki (kategorie młodsze) występowali w dniach 30–31 marca 2012 roku w Krakowie[4].

## Wyniki

### Seniorzy
Mistrzostwa Polski 2012 organizowane były wspólnie z czeskimi i słowackimi. Zawody dla każdej konkurencji rozgrywane były wspólnie, a wyniki dzielone według krajów – ci, którzy zdobyli trzy najwyższe miejsca, uzyskiwali medale mistrzostw swojego państwa. Pogrubionym drukiem podano wyniki z uwzględnieniem osiągnięć jedynie reprezentantów Polski, a kursywą w nawiasie – wszystkich zawodników.

#### Soliści
| Miejsce | Zawodnik          | Punkty | SP | SP    | FS | FS     |
| ------- | ----------------- | ------ | -- | ----- | -- | ------ |
| 1 (3)   | Maciej Cieplucha  | 174.97 | 1  | 53.52 | 1  | 121.45 |
| 2 (6)   | Sebastian Iwasaki | 141.14 | 4  | 51.30 | 3  | 89.84  |
| 3 (7)   | Kamil Białas      | 140.63 | 3  | 51.61 | 4  | 89.02  |
| 4 (8)   | Patrick Myzyk     | 138.70 | 2  | 51.80 | 5  | 86.90  |
| 5 (11)  | Edwin Siwkowski   | 133.57 | 6  | 40.71 | 2  | 92.86  |
| 6 (13)  | Kamil Dymowski    | 130.56 | 5  | 43.66 | 5  | 86.90  |
| 7 (14)  | Łukasz Pazdro     | 110.34 | 7  | 33.97 | 7  | 76.37  |

#### Solistki
| Miejsce | Zawodniczka           | Punkty | SP | SP    | FS | FS    |
| ------- | --------------------- | ------ | -- | ----- | -- | ----- |
| 1 (3)   | Alexandra Kamieniecki | 124.56 | 1  | 44.52 | 1  | 80.04 |
| 2 (5)   | Agata Kryger          | 106.80 | 4  | 35.54 | 2  | 71.26 |
| 3 (6)   | Krystyna Klimczak     | 103.74 | 3  | 36.82 | 3  | 66.92 |
| 4 (8)   | Aneta Michałek        | 102.32 | 2  | 37.82 | 4  | 64.50 |
| 5 (13)  | Marcelina Lech        | 84.27  | 5  | 32.54 | 5  | 51.73 |

#### Pary sportowe
| Miejsce | Zawodnicy                                 | Punkty | SP | SP    | FS | FS    |
| ------- | ----------------------------------------- | ------ | -- | ----- | -- | ----- |
| 1 (1)   | Magdalena Klatka / Radosław Chruściński   | 131.05 | 1  | 43.76 | 1  | 87.29 |
| 2 (2)   | Aleksandra Malinkiewicz / Sebastian Lofek | 107.93 | 2  | 36.96 | 2  | 70.97 |
| 3 (4)   | Magdalena Jaskółka / Piotr Snopek         | 103.77 | 3  | 36.58 | 3  | 67.19 |

#### Pary taneczne
| Miejsce | Zawodnicy                                 | Punkty | SD | SD    | FD | FD    |
| ------- | ----------------------------------------- | ------ | -- | ----- | -- | ----- |
| 1 (1)   | Aleksandra Zworygina / Maciej Bernadowski | 121.91 | 1  | 50.06 | 1  | 71.85 |
| 2 (6)   | Natalia Kaliszek / Michał Kaliszek        | 107.26 | 2  | 40.66 | 2  | 66.60 |